# Nowiny (gmina)
Nowiny (w latach 1973–2020 gmina Sitkówka-Nowiny) – gmina wiejska w Polsce położona w województwie świętokrzyskim, w powiecie kieleckim. W latach 1975–1998 gmina administracyjnie należała do województwa kieleckiego.
Siedziba gminy to Nowiny (do 31 grudnia 2011 oficjalnie Osiedle Nowiny).
Gmina zmieniła nazwę z Sitkówka-Nowiny na Nowiny 1 stycznia 2021.
Na terenie gminy zlokalizowana jest oczyszczalnia ścieków, która obsługuje Kielce. Znajdują się tu zakłady przemysłu cementowo-wapienniczego, takie jak Cementownia Nowiny czy ZPW Trzuskawica. Na terenie gminy działają również przedsiębiorstwa: Strabag sp. z o.o, Multipak opakowania tekturowe, Delkar, Budopol-Delta Sp. z o.o., Euro-Gaz sp.j.
W gminie Nowiny znajdują się nowoczesne obiekty sportowo-rekreacyjne w GOKSiR, m.in. kryta pływalnia „Perła” i pełnowymiarowy stadion piłkarski o pojemności 1000 miejsc czwartoligowego GKS Nowiny założonego w 1974 roku.

## Struktura powierzchni
Według danych z roku 2011 gmina Sitkówka-Nowiny ma obszar 45,76 km², w tym:
- użytki rolne: 42%
- użytki leśne: 37%

Gmina stanowi 2,04% powierzchni powiatu.

## Demografia
Dane narodowego spisu powszechnego z 31 marca 2011:

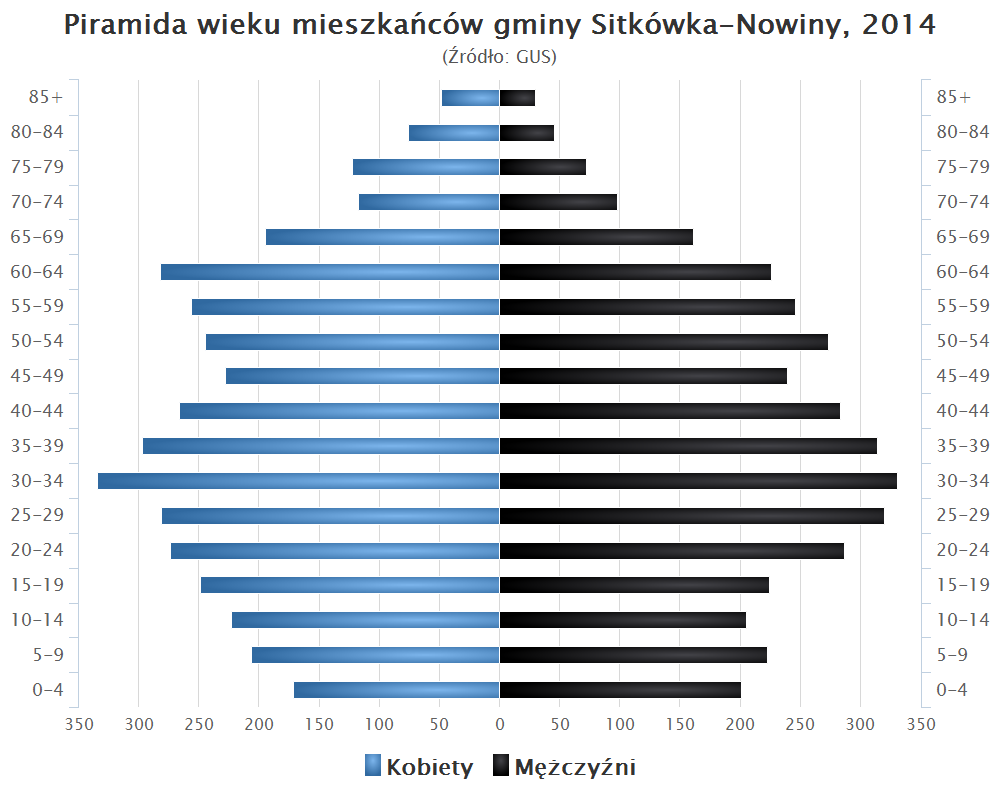
Piramida wieku mieszkańców gminy Sitkówka-Nowiny w 2014 roku

| Opis                              | Ogółem | Ogółem | Kobiety | Kobiety | Mężczyźni | Mężczyźni |
| --------------------------------- | ------ | ------ | ------- | ------- | --------- | --------- |
| Jednostka                         | osób   | %      | osób    | %       | osób      | %         |
| Populacja                         | 7439   | 100    | 3784    | 50,65   | 3645      | 49,45     |
| Gęstość zaludnienia [mieszk./km²] | 169    | 169    | 77,3    | 77,3    | 75,8      | 75,8      |

## Budżet i finanse
Gmina Nowiny to jedna z najbogatszych gmin w Polsce. Swoje bogactwo zawdzięcza głównie wcześniej wymienionym zakładom.
Według danych z lat 1995–2009 średni dochód (dochód własny) na mieszkańca kształtował się na następującym poziomie:
Dochody własne świadczą z dużą dokładnością o ilości i wielkości przedsiębiorstw, które się znajdują na terenie gminy i o zamożności jej mieszkańców.
Udział dochodów własnych w ogólnych dochodach gminy Nowiny na przestrzeni lat 1995-2010 kształtował się na poziomie 69,50–87,82%. Wśród dochodów własnych, źródłem najbardziej dochodowym jest podatek od nieruchomości.

## Oświata
Na terenie gminy znajdują się 3 szkoły podstawowe:
- Szkoła podstawowa w Nowinach
- Szkoła podstawowa w Kowali
- Szkoła podstawowa w Bolechowicach

Oraz w zespole szkół ponadpodstawowych w Nowinach.
- Liceum Ogólnokształcące w Nowinach. Działa od 2003 r.
- Szkoła Zawodowa w Nowinach. Działa od 2010 r.

## Sołectwa
Bolechowice, Kowala, Wola Murowana, Zgórsko-Zagrody, Szewce-Zawada.

## Sąsiednie gminy
Chęciny, Kielce, Morawica, Piekoszów